# José Francos Rodríguez
José Francos Rodríguez (Madrid, 5 de abril de 1862-Madrid, 13 de julio de 1931) fue un periodista, escritor, médico y político español, alcalde de Madrid y ministro de Instrucción Pública y Bellas Artes y de Gracia y Justicia durante el reinado de Alfonso XIII.

## Biografía
Nació el 5 de abril de 1862 en Madrid en el seno de una familia humilde; su padre era cochero. Estudiante de medicina en el Hospital San Carlos, compatibilizó sus estudios con un trabajo vespertino de recadero en el Museo Antropológico. Después ingresó como interno en el Hospital de la Princesa, situado en Areneros.
Graduado, ejerció la profesión de médico durante una década. Miembro de la masonería iniciado en la Logia Amor.
Fue amigo del periodista y escritor asesinado Antonio Rodríguez García-Vao, con quien compuso algunas obras teatrales. Afiliado al partido demócrata, fue diputado por primera vez por este partido en 1898 representando a Coamo (Puerto Rico), y, sucesivamente, a Almansa y Alicante, hasta mayo de 1923, en que fue nombrado senador vitalicio. Se distinguió como periodista y fue director del Heraldo de Madrid. Como periodista adoptó el seudónimo de Juan Palomo. Fue colaborador de ABC, donde publicó la serie "Memorias de un gacetillero", y director de La Justicia (1894) y El Globo (1896-1902). Célebre por su oratoria, fue alcalde de Madrid en dos ocasiones, la primera entre el 10 de febrero de 1910 y el 16 de marzo de 1912 y la segunda entre el 17 de junio de 1917 y el 30 de abril de 1918, y dio nombre a una calle de dicha capital. 
También fue gobernador civil de Barcelona entre el 22 de junio y el 30 de octubre de 1913; durante su mandato intentó mediar en la huelga de obreros y obreras textiles del verano de 1913 iniciada por trabajadores de La Constancia. Nombrado director de Correos y Telégrafos, en cuyo cometido encargó un plan para hacer un proyecto de ley por el que se crearía un Instituto Nacional de Telefonía bajo la supervisión de Telégrafos, proyecto que, pese a no ser promulgado, fue el antecedente más directo de la unificación llevada a cabo en 1924 en la CTNE o Compañía Telefónica Nacional de España. 
Entre el 19 de abril y el 11 de junio de 1917 fue ministro de Instrucción Pública en un Gabinete presidido por García Prieto, y en 1921 de Gracia y Justicia en un Gabinete presidido por Antonio Maura entre el 14 de agosto de 1921 y 8 de marzo de 1922. Fue también elegido tesorero en 1903 y presidente de la Asociación de la Prensa de Madrid, relevando a Miguel Moya, desde a junio de 1920 hasta su muerte en junio de 1931, ya que no se aceptó su dimisión por enfermedad en ese cargo fue el impulsor de la construcción del Palacio de la Prensa, edificio sito en la plaza del Callao, que inauguró el 7 de abril de 1930; sus compañeros le reconocieron eligiéndolo presidente perpetuo. Fue nombrado académico de la Española en 1924. Fue uno de los vicepresidentes de la Compañía Iberoamericana de Publicaciones fundada en 1924 y dirigida por Ignacio Bauer. Viajó a la Argentina con un cargo diplomático, y escribió al respecto un libro de viajes. En diciembre de 1930 recibió la medalla de Oro del Trabajo.
En 1924 se convirtió en académico de la Real Academia Española (silla D), al tomar posesión del cargo con la lectura de El periódico y su desenvolvimiento en España.
Escribió numerosas obras de medicina (en especial sobre higiene), teatro, literatura y ensayos en defensa de la igualdad de la mujer como La mujer y la política españolas (1920). Entre sus escritos políticos figuran Esceptismo político de la clase obrera, Las subsistencias y la serie de crónicas que recogió bajo el título general de Memorias de un gacetillero, a la que pertenecen entre otros los volúmenes Contar vejeces, En tiempos de Alfonso XIII, Días de la Regencia y Cuando el rey era niño, importantes para estudiar la vida menuda de entonces. Con Félix González Llana realizó numerosas adaptaciones y traducciones teatrales.Y pone nombre a una estación del metro de Madrid
Falleció el 13 de julio de 1931 en la madrileña calle de Valenzuela.

## Obras

### Crónicas periodísticas y artículos
- Cuando el Rey era niño. De las memorias de un gacetillero. 1890-1892 (Madrid, 1895)
- Contar vejeces. De las memorias de un gacetillero (1893 - 1897) 1928.
- El Año de la Derrota 1898. De las memorias de un gacetillero (Madrid, 1930)
- Días de la regencia; recuerdos de lo que fue, 1886-1889, Madrid: Saturnino Calleja , 1922
- Sanos y enfermos: historietas (Madrid, 1897)
- Vida postal española: artículos y discursos (Madrid, 1916)

### Ensayos y discursos
- La mujer y la política espanolas, Madrid: Librería de los Sucesores de Hernando, 1920
- El periódico y su desenvolvimiento en España. Discurso leído ante la Real A. Española (Madrid, 1924)
- El delito sanitario. Madrid, 1920.
- El teatro en España 1908. (Crónicas teatrales aparecidas en El Diario Español de Buenos Aires) (Madrid, 1909).
- La hora feliz. Episodios de la vida teatral. (Madrid: Prensa Moderna, 1920)
- Las subsistencias. Carnes y demás alimentos. Sustitutivos de consumos e impuestos Municipales. La salud en Madrid.
- La vida de Canalejas (Madrid, 1918)
- Sobre las penas e historia y vida penitenciaria. Discurso leído por D... Ministro de Gracia y Justicia en la apertura de los Tribunales (1921)
- Cuestiones antropológicas, Madrid : Librería Gutenberg de J. Ruiz y Compañía, 1895

### Teatro
- El catedrático, 1904.

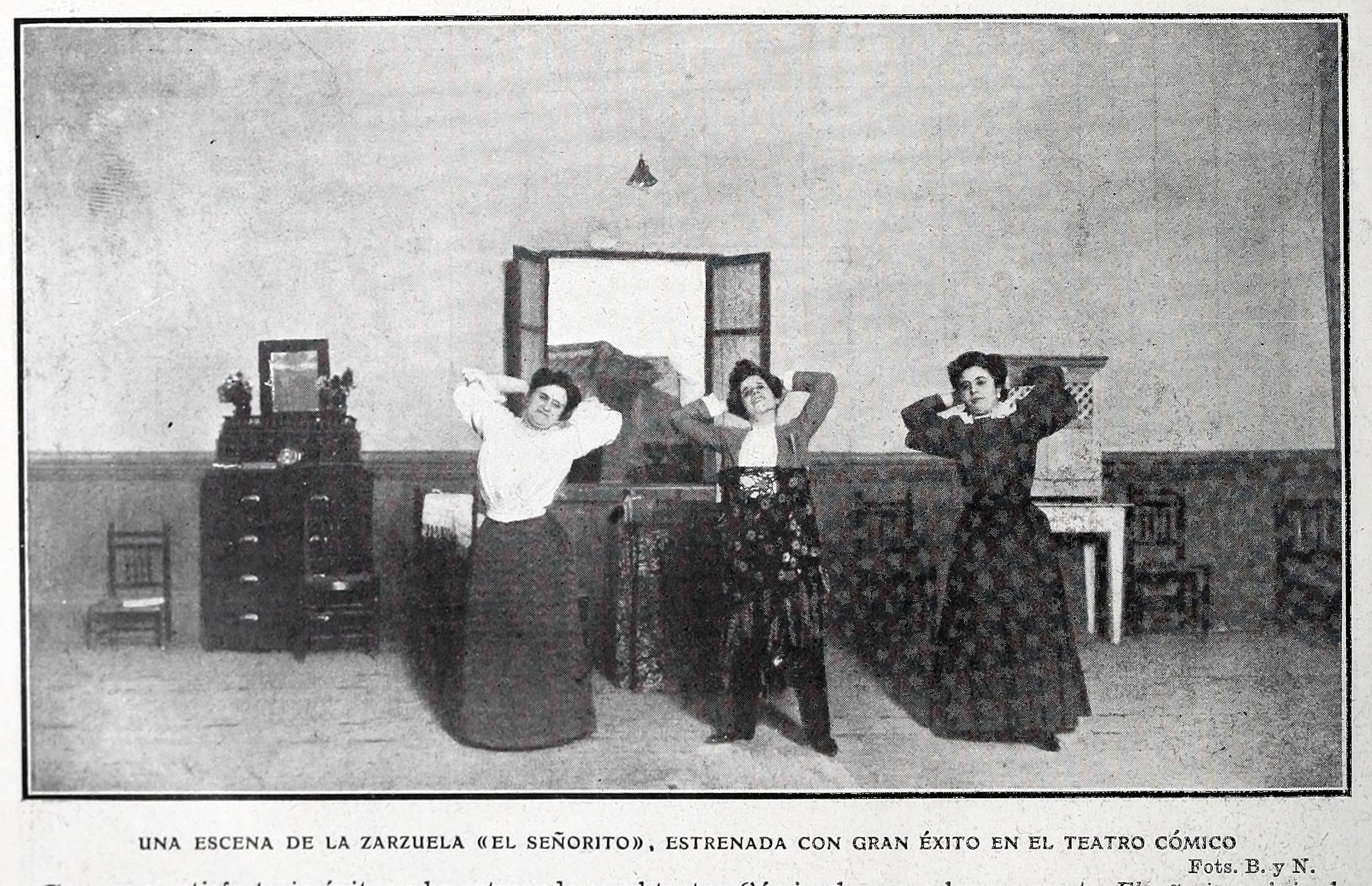
Una escena de la zarzuela El señorito, estrenada en 1907 en el Teatro Cómico. Loreto Prado en el centro.

- El señorito, zarzuela en 1 acto con música de Rafael Calleja Gómez (1908)
- Varios sobrinos y un tío (1911).
- Con Félix González Llana, Los plebeyos (1897)
- Con Félix González Llana, De México a Villacorneja (1895)
- Con Félix González Llana, El intruso (1900)
- Con Félix González Llana, El pan del pobre (1895)
- Con Félix González Llana, Blancos y negros (1893]
- Con Félix González Llana, el lujo, (1897)
- Con Félix González Llana, Los pobres de Madrid
- Con Félix González Llana, Traducción y adaptación del francés Madame Flirt
- Con Félix González Llana, Traducción y adaptación a la escena española de La Tosca de V.Sardou (1918)
- Con Antonio García-Vao, La encubridora (1887)

### Narrativa
- El primer actor (1909). Portada de Romero Calvet.El espía (Madrid, 1914).
- El primer actor (Madrid, 1909).

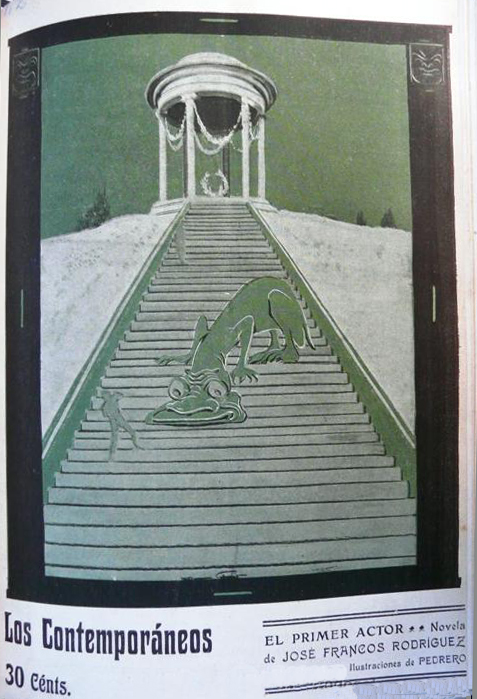
El primer actor (1909). Portada de Romero Calvet.

- La novela de Urbesierva (narraciones) (1887)

### Libros de viajes
- Huellas españolas: impresiones de un viaje por América (Madrid, circa 1920)

### Otros
- Proyecto de telefonía nacional: presentado al Ministro de la Gobernación Madrid, 1917.

## Condecoraciones
- Gran Cruz de la Real y Distinguida Orden de Carlos III (1921)[14]
- Gran Cruz de la Orden del Mérito Civil (1928)[15]